# Al-Muzaffar Haddschi I.
Al-Malik al-Muzaffar Saif ad-Din Haddschi (I.) ibn Muhammad (arabisch الملك المظفر سيف الدين حاجي بن محمد, DMG al-Malik al-Muẓaffar Saif ad-Dīn Ḥāǧǧī b. Muḥammad; * 1332; † 1347 in Kairo) war 1346–1347 Sultan der Mamluken in Ägypten.
Nach der Absetzung seines Halbbruders al-Kamil Schaban wurde Haddschi im September 1346 zum Sultan proklamiert und nahm den königlichen Titel „al-Malik al-Muzaffar“ an. Der erst vierzehnjährige Sultan liebte Polo, die Folter und das Spielen mit Brieftauben. Er bevorzugte die Gesellschaft von Ringern aus der Unterschicht und Brieftauben-Züchtern anstatt die seiner hochrangigen Emire. Als ihm eine Delegation von Emiren seine schlechte Regentschaft vorwarf, soll er, so erzählt eine Geschichte, vor ihren Augen einige Tauben geschlachtet und dann gemeint haben, dass er mit all jenen Untertanen ähnlich verfahren würde, die ihm Schwierigkeiten machen sollten.
Der Aufstieg des auf Finanzverwaltung spezialisierten Emirs Ghurlu setzte sich unter Haddschis Herrschaft fort und wahrscheinlich erkaufte sich der Sultan auf seinen Rat hin die Loyalität der königlichen Mamluken um den Eunuchen-Kommandeur as-Sahrati. Außerdem drängte Ghurlu den Sultan, die Zahl seiner eigenen Mamluken durch den Kauf tscherkessischer Sklaven zu erhöhen (Ghurlu selbst war Tscherkesse). Ghurlus Bestrebungen, alle Macht in seinen Händen zu konzentrieren und gleichzeitig eventuell gefährliche Rivalen zu beseitigen, brachten die mächtigen Emire unter der Führung des Vize-Regenten Ariqtai an-Nasiri gegen ihn auf. Er wurde seines Amtes enthoben und während eines Gebets ermordet.
Sultan Haddschi I. überlebte seinen Günstling Ghurlu nicht lange: Gerüchte über eine bevorstehende, durch den Sultan geplante „Säuberung“ bewegten die führenden Emire abermals zum Aufruhr und schließlich zur Ermordung al-Muzaffar Haddschis im Dezember 1347. Ihm folgte ein weiterer Sohn Sultan an-Nasir Muhammads I. auf den Thron – der durch seinen grandiosen Moscheebau in Kairo berühmt gewordene an-Nasir al-Hasan.